# Museo nazionale di Breslavia
Il Museo nazionale di Breslavia (in polacco Muzeum Narodowe we Wrocławiu) è stato fondato il 28 marzo 1947 ed inaugurato ufficialmente l'11 luglio 1948 ed ospita una delle più grandi collezioni di arte contemporanea della Polonia.
Il Museo nazionale ospita opere di tutte le epoche e al piano terra è esposta la scultura medievale e collezioni di dipinti, ceramiche, argenteria e arredi della Slesia dal XVI al XIX secolo.

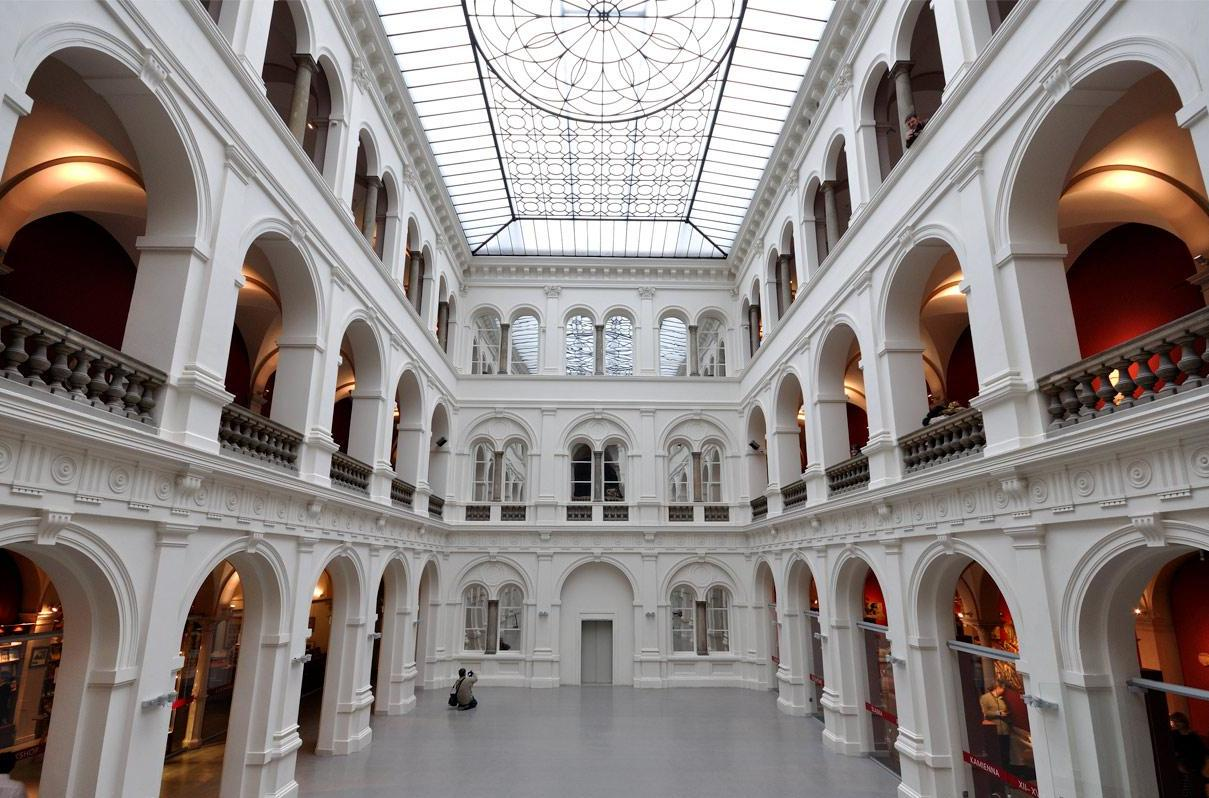
Interno del museo

Il secondo piano ospita una collazione di dipinti dei principali esponenti dell'arte polacca dal XVII secolo ad oggi come Jacek Malczewski, Władysław Strzemiński, Stanisław Wyspiański, Stanisław Ignacy Witkiewicz, Jan Matejko, Władysław Hasior, Mirosław Bałka, Jerzy Nowosielski e Magdalena Abakanowicz.
Al primo piano invece si trovano le opere dell'arte europea dal XV al XX secolo, con dipinti di artisti come Pieter Brueghel il Giovane, Agnolo Bronzino, Cosimo Rosselli, Giovanni Santi, Lucas Cranach il Vecchio, Paris Bordone, Frans Floris, Osias Beert, Jan Frans van Bloemen, Francisco de Zurbarán, Lovis Corinth, Élisabeth Vigée Le Brun e Vasilij Kandinskij.